# Planet der Unsterblichen
Planet der Unsterblichen (Originaltitel: Requiem for Methuselah) ist die nach Ausstrahlungsreihenfolge 19. und nach Produktionsreihenfolge 21. Episode der dritten Staffel der Science-Fiction-Fernsehserie Raumschiff Enterprise. Sie wurde in englischer Sprache erstmals am 14. Februar 1969 bei NBC ausgestrahlt. In Deutschland war sie zum ersten Mal am 9. März 1974 in einer synchronisierten Fassung im ZDF zu sehen.

## Handlung
Im Jahr 2269 bei Sternzeit 5843.7 grassiert an Bord der Enterprise das tödliche rigelianische Fieber. Das einzige bekannte Gegenmittel ist das seltene Mineral Ryetalyn. Auf dem Planeten Holberg 917G wird ein Vorkommen entdeckt und ein Außenteam bestehend aus Captain Kirk, dem ersten Offizier Spock und Schiffsarzt McCoy beamt für den Abbau auf die Oberfläche. Dort werden sie von einem schwebenden Roboter angegriffen. Kurz darauf erscheint ein Mann, der dem Roboter befiehlt, das Feuer einzustellen. Er stellt sich als Flint, der Herr dieses Planeten, vor und verlangt, dass Kirk und seine Leute umgehend wieder abreisen. Kirk kann ihn schließlich dazu bewegen, ihnen zwei Stunden Zeit zu geben. Der Roboter M-4 soll das benötigte Ryetalyn einsammeln, Kirk, Spock und McCoy sollen derweil Flints Gäste sein.
Flints Heim ist exquisit eingerichtet. Spock fallen hier sofort einige unbekannte Gemälde auf, deren Malstil ihn an Leonardo da Vinci erinnert. Ebenso entdeckt er ein Musikstück, das offenbar von Johannes Brahms stammt. Als M-4 mit dem Ryetalyn zurückkehrt, bietet Flint an, es zu einem Impfstoff weiterzuverarbeiten. Zudem stellt er dem Außenteam seine Mitbewohnerin Rayna vor. Laut Flint waren ihre Eltern einst seine Mitarbeiter gewesen, doch sie starben bei einem Unfall. Dies ist Raynas erste Begegnung mit anderen Menschen. Sie unterhält sich mit den Gästen und tanzt mit Kirk. Schließlich kommt M-4 mit dem fertigen Serum herein. McCoy besteht darauf, es zu testen, und entdeckt eine Verunreinigung, die es unbrauchbar macht. Flint bedauert das und macht sich mit McCoy und dem Roboter auf den Weg, um neues Ryetalyn zu besorgen.
Kirk betritt nun Flints Labor und trifft dort wieder auf Rayna. Ihm fällt eine verschlossene Tür auf und Rayna erklärt, Flint habe ihr verboten, den Raum dahinter zu betreten. Sie kommt Kirk näher und gesteht ihr, dass sie besorgt ist. Kirk will ihr einen Kuss geben, doch da taucht M-4 auf und bedroht ihn. Rayna will den Roboter zurückrufen, doch der reagiert nicht. Der zu Hilfe kommende Spock zerstört ihn mit seinem Phaser. Als Flint zurückkehrt, bedauert er den Vorfall und meint, sein Verteidigungssystem arbeite automatisch und habe Kirk nach dessen unerlaubtem Betreten des Labors für eine Gefahr gehalten. Kirk und Spock sind von dieser Erklärung nicht recht überzeugt, denn Flint zeigt klare Anzeichen von Eifersucht gegenüber Kirk. Andererseits scheint er Begegnungen zwischen ihm und Rayna zu forcieren. Kirk will mehr über ihren Gastgeber erfahren und funkt die Enterprise an, doch Kommunikationsoffizierin Uhura findet keine Aufzeichnungen über Flint oder Rayna.
Auf Flints Drängen kommt Rayna erneut zu Kirk, um sich von ihm zu verabschieden. Kirk bietet ihr an, ihn zu begleiten. Rayna gesteht, dass sie ihn liebt und nicht Flint, läuft dann aber fort. Als Kirk sich danach mit Spock und McCoy im Labor trifft, betreten sie den verbotenen Raum. Darin entdecken sie drei leblose Versionen von Rayna. Damit ist klar, dass sie kein Mensch ist, sondern ein Android. Als Flint eintrifft, offenbart er nun sein Geheimnis: Er ist ein Unsterblicher, geboren im Jahr 3834 v. Chr. in Mesopotamien. Im Laufe seines langen Lebens trat er unter vielen Identitäten auf, darunter Methusalem, Salomo, Alexander der Große, Lazarus, Merlin, da Vinci und Brahms. Schließlich erwarb er diesen Planeten und arbeitete hier an der Erschaffung einer perfekten Gefährtin, die ebenfalls unsterblich sein sollte. Das Ergebnis dieser Bemühungen war Rayna. Ihr einziger Makel war, dass sie keine Gefühle besaß. Diese sollten durch ihre gemeinsame Zeit mit Kirk erweckt werden. Flint hat nicht die Absicht, Kirk und seine Leute ziehen zu lassen. Mithilfe eines Geräts holt er die Enterprise aus dem Orbit und lässt sie in verkleinerter Form auf einem Tisch erscheinen. Die Besatzung verharrt in Bewegungslosigkeit und Flint droht an, auch Kirk, Spock und McCoy in diesen Zustand zu versetzen, notfalls für Jahrtausende, solange, bis Rayna ihn liebt. Als Rayna unerwartet den Raum betritt, wird sie sich plötzlich ihrer wahren Natur bewusst. Sie kann Flint dazu bewegen, die Enterprise wieder freizugeben. Als zwischen ihm und Kirk ein Kampf ausbricht, ist sie schließlich von ihren Gefühlen zu den beiden Männern überfordert und bricht tot zusammen.
Zurück auf dem Schiff kann die Seuche dank des Heilmittels besiegt werden. McCoy informiert Kirk, dass eine Untersuchung von Flint ergeben hat, dass er durch das Verlassen der Erde seine Unsterblichkeit eingebüßt hat. Die Jahre, die ihm noch bleiben, will er zur Verbesserung der Menschheit nutzen. Kirk ist von Raynas Tod stark mitgenommen und sinkt während der Besprechung in einen traurigen Schlaf. Spock bringt ihn mittels einer vulkanischen Gedankenverschmelzung dazu, die jüngsten Ereignisse zu vergessen.

## Verbindungen zu anderen Star-Trek-Produktionen
Einige Elemente aus dieser Folge wurden in späteren Star-Trek-Produktionen wieder aufgegriffen:
- Die gleiche Technik, die Spock hier anwendet, um Kirk vergessen zu lassen, wendet er im Film Star Trek II: Der Zorn des Khan von 1982 an, um seine Erinnerungen auf McCoy zu übertragen.
- Der Planet Holberg 917G ist im Film Star Trek VI: Das unentdeckte Land von 1991 sowie Folge 1.02 (Karten und Legenden) von Star Trek: Picard aus dem Jahr 2020 auf Sternenkarten verzeichnet. In Folge 7.10 (Soongs Vermächtnis) von Raumschiff Enterprise – Das nächste Jahrhundert aus dem Jahr 1993 wird der Name des Planeten auf einem Bildschirm gezeigt.
- Eine Anspielung auf Kirks Blick in die verkleinerte Enterprise gibt es in Folge 2.18 (Todessehnsucht) von Star Trek: Raumschiff Voyager aus dem Jahr 1996, als Q in die an einem Weihnachtsbaum hängende Voyager hineinblickt. Auch diese Folge setzt sich mit dem Thema Unsterblichkeit auseinander.
- In Folge 4.11 (Apropos Fliegen) von Star Trek: Raumschiff Voyager aus dem Jahr 1997 erwähnt Captain Janeway, dass Kirk einst behauptet hat, Leonardo da Vinci getroffen zu haben.
- Für die 5. Staffel der in den 2150er Jahren spielenden Serie Star Trek: Enterprise war eine Folge geplant, in der die Enterprise auf Flint treffen sollte, der damals noch in seiner früheren Persönlichkeit Abramson auftrat. Doktor Phlox hätte hinter sein Geheimnis kommen sollen, was Flints späteres abweisendes Verhalten gegenüber Kirk erklärt hätte. Diese Folge wurde aber aufgrund der vorzeitigen Absetzung der Serie nie verwirklicht.

## Produktion

### Drehbuch
Der Originaltitel der Folge spielt auf den biblischen Urvater Methusalem an, den mit 969 Jahren ältesten in der Bibel erwähnten Menschen.
Der Nachname von Rayna Kapec ist als Anagramm von Capek eine Anspielung auf Karel Čapek, der mit seinem Theaterstück R.U.R. den Begriff Roboter prägte.
Jerome Bixby wollte Flint ursprünglich als Neandertaler darstellen und eine seiner früheren Persönlichkeiten hätte Ludwig van Beethoven sein sollen, der für Bixby eine gewisse Ähnlichkeit mit einem Neandertaler hatte. Diese Idee wurde jedoch verworfen und Beethoven wurde zu Brahms geändert. Weitere frühere Persönlichkeiten von Flint hätten Moses, Jesus und Pablo Picasso sein sollen. Auch diese Ideen wurden fallen gelassen. Im Fall von Moses und Jesus fürchtete der Sender NBC negative Reaktionen von religiösen Zuschauern. Picasso war zur Produktionszeit der Folge noch am Leben und man fürchtete Rechtsstreitigkeiten durch die Zuschreibung fiktiver Werke an einen noch lebenden Künstler.

### Kamera
Al Francis, der leitende Kameramann (Director of Photography) von Raumschiff Enterprise, war krankheitsbedingt bei dieser Folge an drei der sieben Drehtage nicht anwesend. Er wurde an zwei Tagen von John Finger und am dritten von Ernest Haller vertreten. Finger und Haller erhielten für ihre Arbeit aber keine Erwähnung in den Credits der Folge.

### Musik
Das unbekannte Brahms-Stück, das Spock in dieser Folge spielt, wurde von Ivan Ditmars komponiert.

### Kulissen und Requisiten
Für den Roboter M-4 wurden Teile der Nomad-Sonde aus der Folge Ich heiße Nomad wiederverwendet.
Für die Einrichtung von Flints Heim wurden verschiedene Gegenstände aus den Folgen Das Spukschloss im Weltall, Die unsichtbare Falle und Wen die Götter zerstören wiederverwendet.
Flints Bildschirm stammt ursprünglich aus der Folge Landru und die Ewigkeit.
Für die verkleinerte Enterprise wurde das erste, bereits 1964 gebaute Modell des Schiffs verwendet.

## Adaptionen
James Blish schrieb eine Textfassung von Planet der Unsterblichen, die auf Englisch erstmals 1972 in der Geschichtensammlung Star Trek 5 erschien. Die deutsche Übersetzung erschien 1972.

## Rezeption
Don Kaye erstellte 2017 für die Website Den of Geek eine Liste von 15 Raumschiff-Enterprise-Folgen, die zwar allgemein als schlecht gelten, aber dennoch einen gewissen Charme besitzen. Planet der Unsterblichen führte er hierbei auf Platz 15.
Christian Blauvelt listete Planet der Unsterblichen 2022 auf hollywood.com in einem Ranking aller 79 Raumschiff-Enterprise-Folgen auf Platz 58.

## Parodien und Anspielungen
Im Film Free Enterprise von 1998 wird diese Folge erwähnt.
In Folge 3.04 (Lügen und Geheimnisse) der Serie Roswell von 2001 nimmt Protagonist Max Evans (Jason Behr) an einem Vorsprechen für eine fiktive Folge von Star Trek: Enterprise teil, in der Doktor Phlox (John Billingsley) Ryetalyn benötigt, um die Besatzung der Enterprise von rigelianischem Fieber zu kurieren.
In Folge 8.09 (Zerreißprobe) der Serie JAG – Im Auftrag der Ehre von 2002 wird diese Folge erwähnt.
Der Film The Man From Earth aus dem Jahr 2007, für den ebenfalls Jerome Bixby das Drehbuch schrieb, behandelt erneut das Thema eines unsterblichen Mannes, der im Laufe seines Lebens mehrere bekannte Persönlichkeiten der Geschichte verkörperte. Die in Planet der Unsterblichen verworfene Idee, dass der Unsterbliche auch Jesus war, konnte Bixby hier schließlich umsetzen.
Der Film Ex Machina von 2015 weist einige inhaltliche Parallelen zu Planet der Unsterblichen auf. Zudem wird im Film Captain Kirk erwähnt.
In der Folge The White Iris der Fanserie Star Trek Continues von 2015 wird die Figur Rayna Kapec wieder aufgegriffen.